# R. Bojko
R. Bojko, vlastním jménem Alois Horák (31. března 1877 Bedřichov – 22. prosince 1952 Napajedla) byl moravský právník, básník a prozaik.

## Život
Narodil se v rodině hostinského a řezníka v Bedřichově Karla Horáka (1837–1880) a jeho manželky Eleonory Dufkové. Měl tři sourozence Václava (1873), Marii (1875) a Emilii (1880). Když mu byly tři roky, otec zemřel. Jako třináctiletý odešel do Brna studovat české gymnázium, kde maturoval v roce 1898.
V letech 1898–1903 vystudoval Právnickou fakultu české Karlo–Ferdinandovy univerzity. Po soudní a koncipientské advokátní praxi v Brně si roku 1910 otevřel vlastní advokátní kancelář v Napajedlích.

### Politické a spolkové aktivity
- Byl spolusignatářem Májového manifestu českých spisovatelů z roku 1917.
- Byl členem Moravského kola spisovatelů (MKS) v letech 1916–1945.
- V Napajedlích se aktivně zúčastňoval veřejného života – byl členem zastupitelstva, městské rady i druhým náměstkem starosty; po roce 1945 by prvním náměstkem předsedy MNV, dlouholetým starostou Sokola apod.[3]

### Rodinný život
Dne 23. listopadu 1903 se v Křeptově oženil s Magdalenou Válkovou (1879), dcerou místního gruntovníka. Manželé Horákovi měli čtyři děti – Aloise, Miladu, Květu a Doubravku.

## Dílo
Dílo R. Bojka je básnické, výjimkou je román Jejich život, ve kterém se pokusil zobrazit historii venkovského a maloměstského živnostnického rodu do konce 1. světové války.

### Noviny a časopisy
R. Bojko přispíval do časopisů jako Besedy Času (nedělní příloha deníku Čas), Zvon, Zlatá Praha a novin – Lidové noviny.

### Básně
- Modlitby víry a lásky – Praha: Grosman a Svoboda, 1912 — Praha: Gustav Dubský, 1922
- Zbytečný – výzdoba knihy Jar. Votruba. Přerov: Přerovský obzor, 1916
- Naše večery – Přerov: Přerovský obzor, 1917
- O boha, život a můj lid – Přerov: Obzor, 1919
- Prosté květy – upravil Vratislav Hugo Brunner. Praha: Kvasnička a Hampl, 1924
- Smrti silnější – Praha: Kvasnička a Hampl, 1924
- Na tichém ostrově – Brno: Družstvo MKS, 1929
- Plaché kročeje – úvod Alois Vojkůvka. Brno: Jan Amos Kajš, 1940
- Ze dna věčnému – Brno: Družstvo MKS, 1948
- Modlitba za mé dílo – sestavila a doslov napsala Milada Písková: Napajedla: Muzejní klub, 1997

### Próza
- Jejich život: román – výtvarná spolupráce František Bílkovský. Brno: MKS, 1937

### Hudebniny
- Smyčcový kvartet s barytonovým sólem – Václav Kaprál. Brno: Oldřich Pazdírek, 1931
- Novye pesni – redaktor G. N. Chubov [Po moskovskomu vremeni – Sigizmund Abramovič Kac a Michail Lvovič Matusovskij — Kak-to v utro vešnee … – Vasilij Pavlovič Solovjov-Sedoj a M. L. Matusovskij — Ja o buduščem našem mečtaju – V. P. Solovjov-Sedoj a Michail Arkadjevič Svetlov — Pesenka o mečte – Kiril Vladimirovič Molčanov a Nikolaj Konstantinovič Dorizo – Festivalnaja – R. Bojko a S. Benke]. Moskva: Muzgiz, 1957
- Jitro a Osiřelý – zhudebnila formou písně Vítězslava Kaprálová.[11][p 1]